# Неисполнение обязанностей налогового агента
Неисполнение обязанностей налогового агента — преступление, предусмотренное статьёй 199.1 Уголовного Кодекса Российской Федерации, заключающееся в неисполнении в личных интересах обязанностей налогового агента по исчислению, удержанию или перечислению налогов и (или) сборов, подлежащих в соответствии с законодательством Российской Федерации о налогах и сборах исчислению, удержанию у налогоплательщика и перечислению в соответствующий бюджет (внебюджетный фонд), совершенное в крупном размере.

## Состав преступления

### Объект
Объектом преступления являются финансовые интересы государства.

### Объективная сторона
Объективная сторона заключается в совершении в крупном размере любого из указанных в законе деяний:
- неисполнение обязанностей по исчислению налогов
- неисполнение обязанностей по удержанию налогов
- неисполнение обязанностей по перечислению налогов в соответствующий бюджет (внебюджетный фонд).

### Субъективная сторона
Субъективная сторона заключается в прямом умысле. Обязательным признаком является мотив - личный интерес виновного, который может выражаться в стремлении извлечь выгоду имущественного, а также неимущественного характера.
Если действия налогового агента, нарушающие налоговое законодательство по исчислению, удержанию или перечислению налогов и (или) сборов в соответствующий бюджет (внебюджетный фонд), совершены из корыстных побуждений и связаны с незаконным изъятием денежных средств и другого имущества в свою пользу или в пользу других лиц, содеянное следует при наличии к тому оснований дополнительно квалифицировать как хищение чужого имущества.

### Субъект
Субъектом преступления преступления может быть физическое лицо, имеющее статус индивидуального предпринимателя, а также лицо, на которое в соответствии с его должностным или служебным положением возложена обязанность по исчислению, удержанию или перечислению налогов (руководитель или главный (старший) бухгалтер организации, иной сотрудник организации, специально уполномоченный на совершение таких действий, либо лицо, фактически выполняющее обязанности руководителя или главного (старшего) бухгалтера). 

### Квалифицирующие признаки
Квалифицированный состав данного преступления характеризуется совершением данного деяния в особо крупном размере.

### Крупный и особо крупный размер
В соответствии с примечанием к статье 199 Уголовного Кодекса Российской Федерации, крупный размером признается сумма налогов и (или) сборов, составляющая за период в пределах трех финансовых лет подряд более двух миллионов рублей, при условии, что доля неуплаченных налогов и (или) сборов превышает 10 процентов подлежащих уплате сумм налогов и (или) сборов, либо превышающая шесть миллионов рублей, а особо крупным размером - сумма, составляющая за период в пределах трех финансовых лет подряд более десяти миллионов рублей, при условии, что доля неуплаченных налогов и (или) сборов превышает 20 процентов подлежащих уплате сумм налогов и (или) сборов, либо превышающая тридцать миллионов рублей. 

## Освобождение от ответственности
В соответствии с примечанием-2 к статье 199 Уголовного Кодекса Российской Федерации, лицо, впервые совершившее преступление, предусмотренное статьей 199.1, освобождается от уголовной ответственности, если оно полностью уплатило суммы недоимки и соответствующих пеней, а также сумму штрафа в размере, определяемом в соответствии с Налоговым кодексом Российской Федерации.